# (4498) Shinkoyama
(4498) Shinkoyama es un asteroide perteneciente al cinturón de asteroides, descubierto el 5 de enero de 1989 por Tsutomu Seki desde el Observatorio de Geisei, Geisei, Japón.

## Designación y nombre
Designado provisionalmente como 1989 AG1. Fue nombrado Shinkoyama en honor del físico solar Shin Koyama, que ejerció durante 30 años como profesor de la Universidad de Kagawa.

## Características orbitales
Shinkoyama está situado a una distancia media del Sol de 3,002 ua, pudiendo alejarse hasta 3,367 ua y acercarse hasta 2,636 ua. Su excentricidad es 0,121 y la inclinación orbital 8,870 grados. Emplea 1899 días en completar una órbita alrededor del Sol.

## Características físicas
La magnitud absoluta de Shinkoyama es 11,7. Tiene 16,071 km de diámetro y su albedo se estima en 0,157.